# 范綱祥
范綱祥（1966年4月17日—），臺灣桃園市人，國立臺灣大學土木工程系學士、國立臺灣大學環境工程研究所碩士。有律師資格及環工技師證照，曾擔任執業律師及環工技師。

## 經歷
就學時期參與觀音鄉大潭村鎘米污染事件調查，開始關注環境問題。退伍後通過環境工程技師專業高考，1994年返鄉開設環工技師事務所。同時間也參與社會、政治運動，加入民主進步黨，並於1995年與陳王琨教授等人創立桃園縣環保協會（桃園環保聯盟）。先後為彭紹瑾（立法委員）及呂秀蓮（桃園縣縣長）助選，也兼任彭紹瑾立委桃園服務處主任。同時間自修通過律師專業高考，開設法律事務所。
1998年，參加桃園縣縣議員選舉，以三百票之差高票落選。2009年，接受民進黨團徵召，參選桃園市市長，最後以九千票之差落選。2014年，桃園縣升格桃園直轄市。參加市議員選舉，當選為桃園市升格後第一屆桃園區市議員。因參與2020年立委選舉初選而放棄議員連任，但初選時敗予鄭寶清。2023年時再度參與桃園市第四選舉區立委選舉初選，成功獲提名，最終未能當選。

## 選舉紀錄
| 年度 | 選舉屆數               | 選舉區           | 所屬政黨   | 得票數 | 得票率 | 當選標記 | 備註 |
| ---- | ---------------------- | ---------------- | ---------- | ------ | ------ | -------- | ---- |
| 1998 | 第十四屆桃園縣議員選舉 | 桃園縣第一選舉區 | 民主進步黨 | 3,521  | 3.91%  |          |      |
| 2009 | 第十一屆桃園市市長選舉 | 桃園縣桃園市     | 民主進步黨 | 66,175 | 46.64% |          |      |
| 2014 | 第一屆桃園市議員選舉   | 桃園市第一選舉區 | 民主進步黨 | 11,943 | 6.64%  |          |      |
| 2024 | 第十一屆立法委員選舉   | 桃園市第四選舉區 | 民主進步黨 | 83,183 | 38.63% |          |      |

## 著作
譯著「社區環境政策 （页面存档备份，存于）」一書，淑馨出版社，1997年出版

## 外部連結
- 范綱祥的Facebook專頁
- 桃園市議會 （页面存档备份，存于）